# Nümbrecht
Nümbrecht település Németországban, azon belül Észak-Rajna-Vesztfália tartományban. Lakosainak száma 17 700 fő (2023. december 31.). Nümbrecht Engelskirchen és Wiehl községekkel határos.

## Közigazgatás

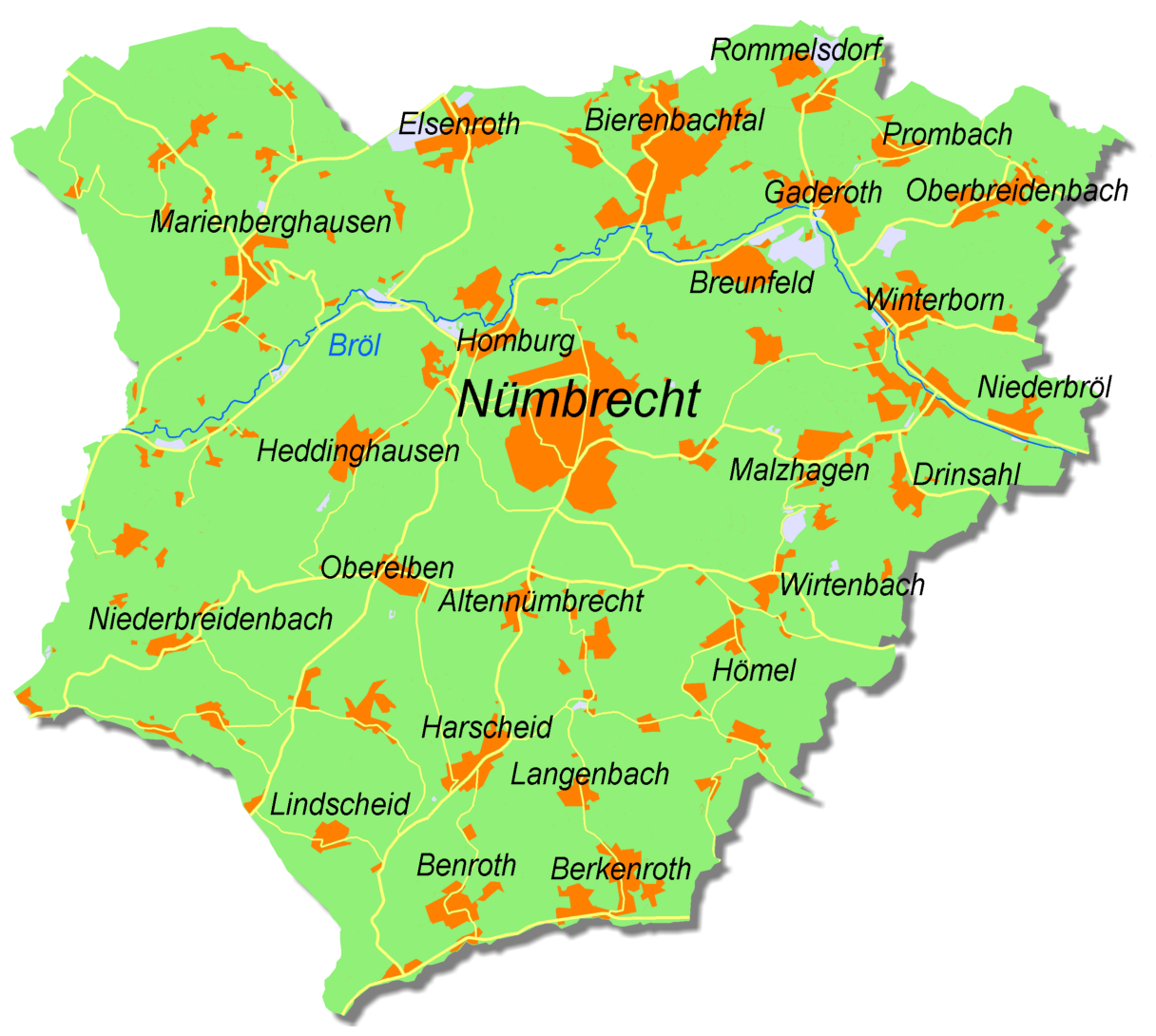
Nümbrecht részei

A törzsközösségen kívül 91 település letezik. ABCsorrendben ezek a következők:
Abbenroth – Ahebruch – Ahlbusch – Alsbach – Altennümbrecht – Auf der Hardt – Bierenbachtal – Benroth – Berkenroth – Birkenbach – Breitewiese – Breunfeld – Brünglinghausen – Bruch – Büschhof – Buch – Distelkamp – Drinsahl – Elsenroth – Erlinghausen – Friedenthal – Gaderoth – Grünthal – Grunewald – Göpringhausen – Gerhardsiefen – Grötzenberg – Geringhausen – Geringhauser Mühle – Guxmühlen – Haan – Hammermühle – Hardt – Harscheid – Hasenberg – Heide – Heddinghausen – Heisterstock – Hillenbach – Hochstraßen – Höferhof – Hömel – Homburg-Bröl – Homburger Papiermühle – Huppichteroth – Kleinhöhe – Krahm – Kurtenbach – Langenbach – Linde – Lindscheid – Lindscheider Mühle – Loch – Löhe – Malzhagen – Marienberghausen – Mildsiefen – Mühlenthal – Nallingen – Neuenberg – Neuroth – Niederbröl – Niederbreidenbach – Niederelben – Niederstaffelbach – Nöchel – Oberbierenbach – Oberbech – Oberstaffelbach – Oberbreidenbach – Ödinghausen – Oberelben – Prombach – Riechenbach – Rommelsdorf – Röttgen – Rose – Stockheim – Schönhausen – Schönthal – Spreitgen – Stranzenbach – Straße – Überdorf – Unter der Hardt – Vorholz – Winterborn – Windhausen – Wirtenbach – Wolfscharre

## Látványosságok

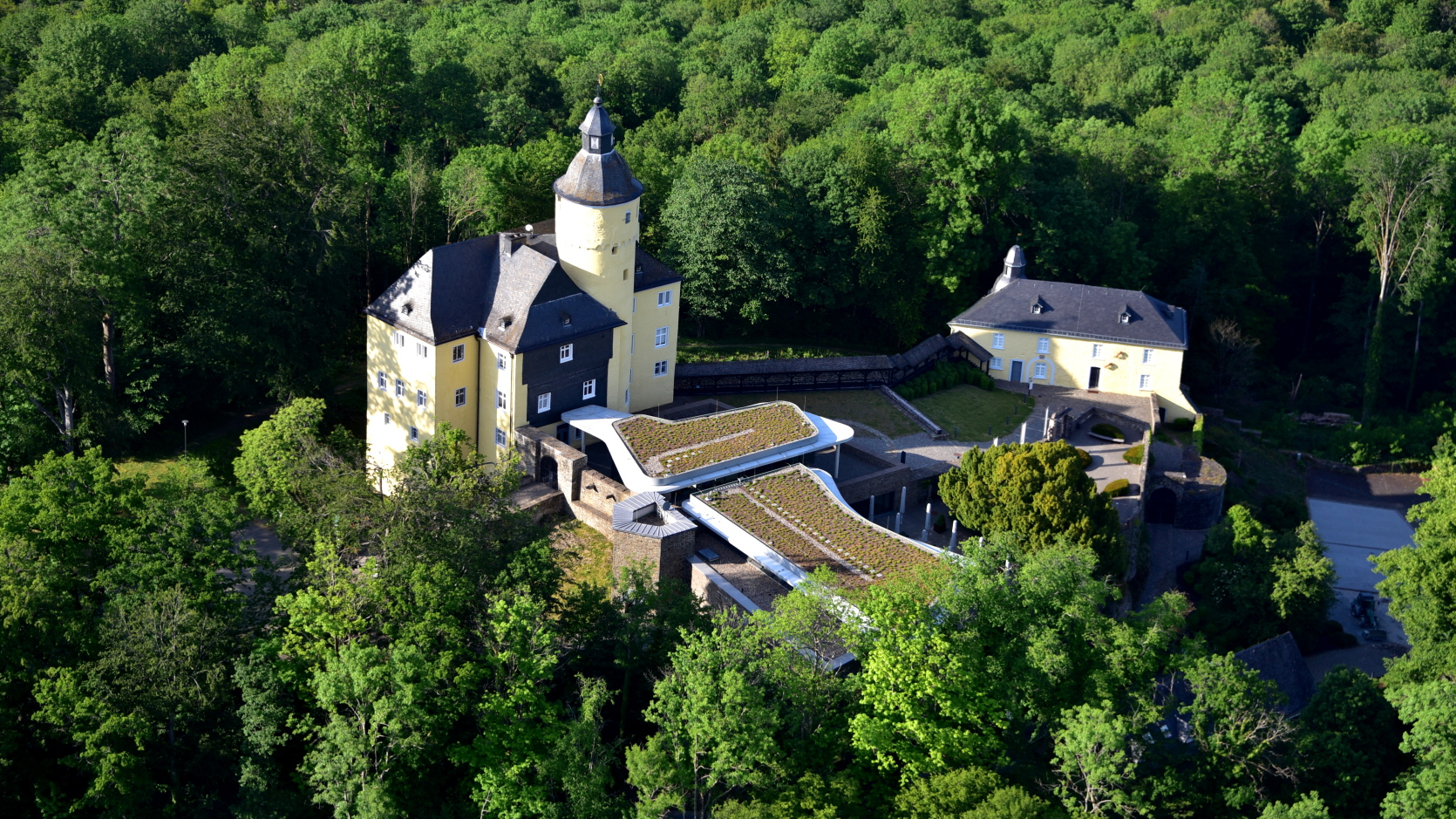
Homburg kastély
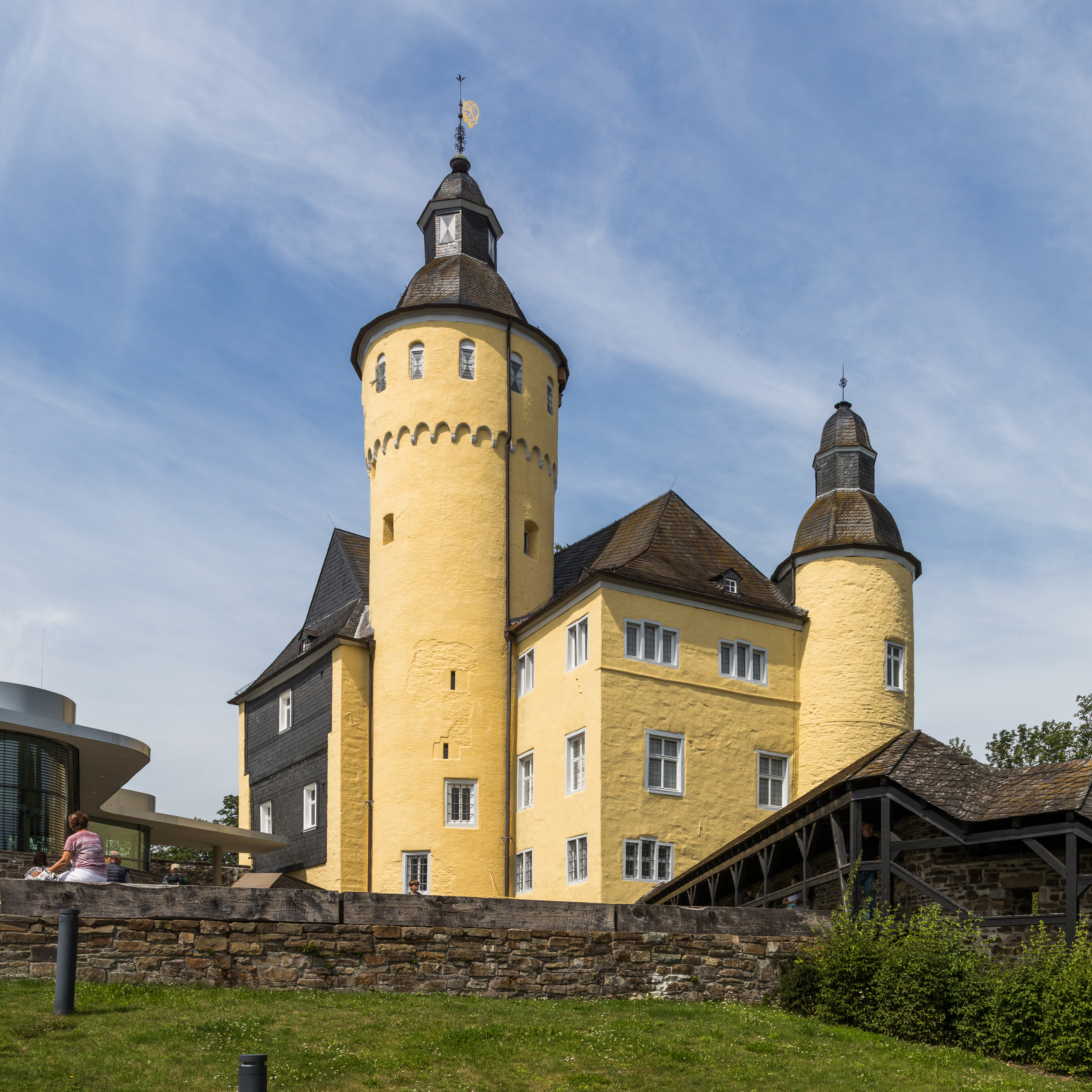
Homburg kastély
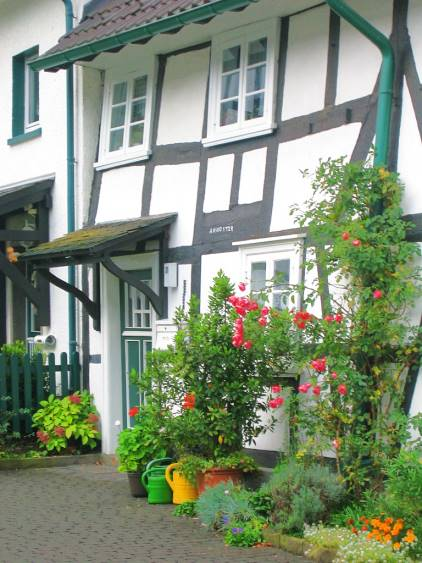
Bruch

- Favázas házak
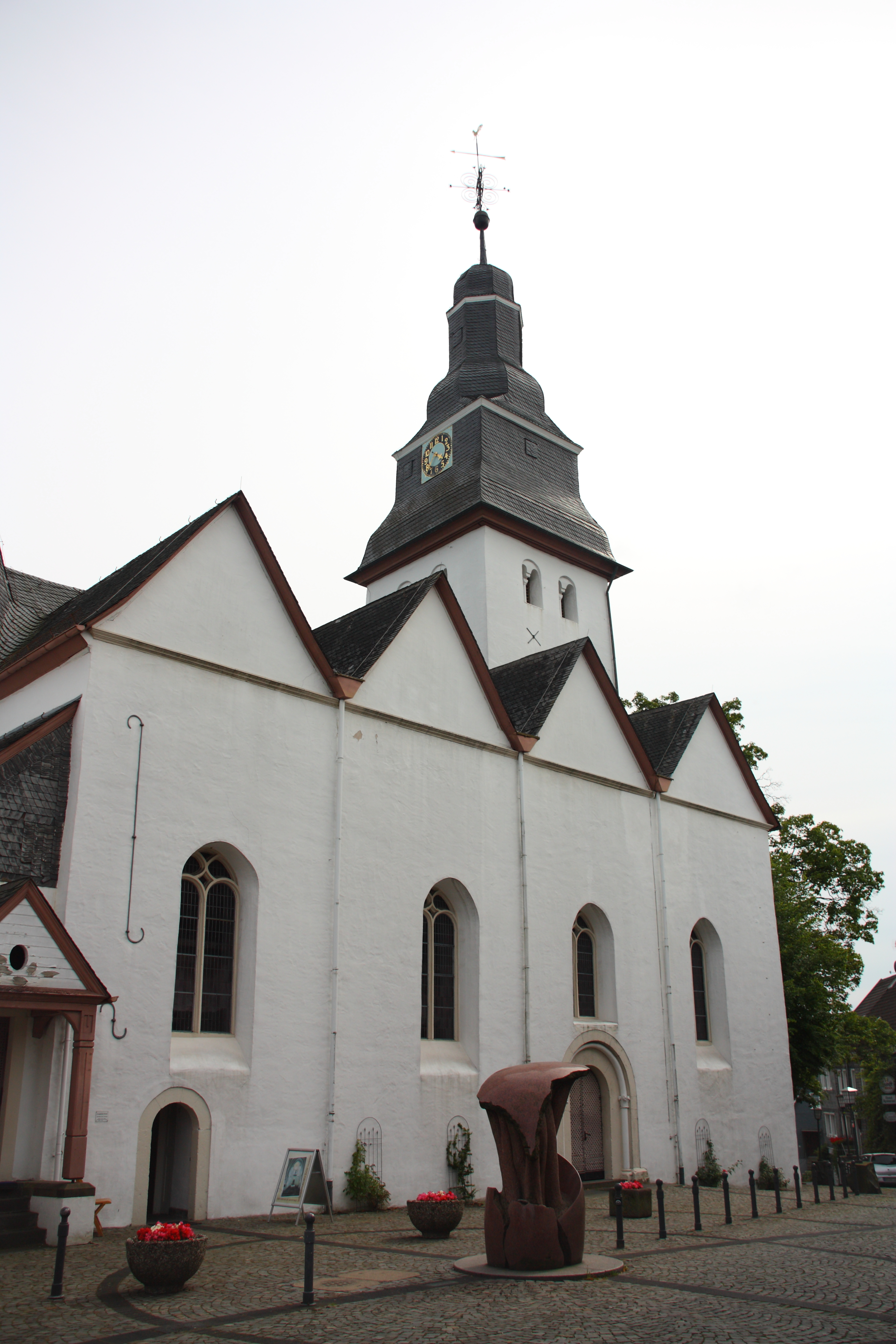
Több templom
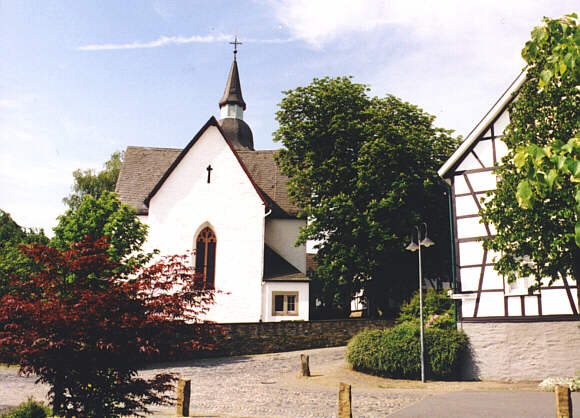
Marienberghausen
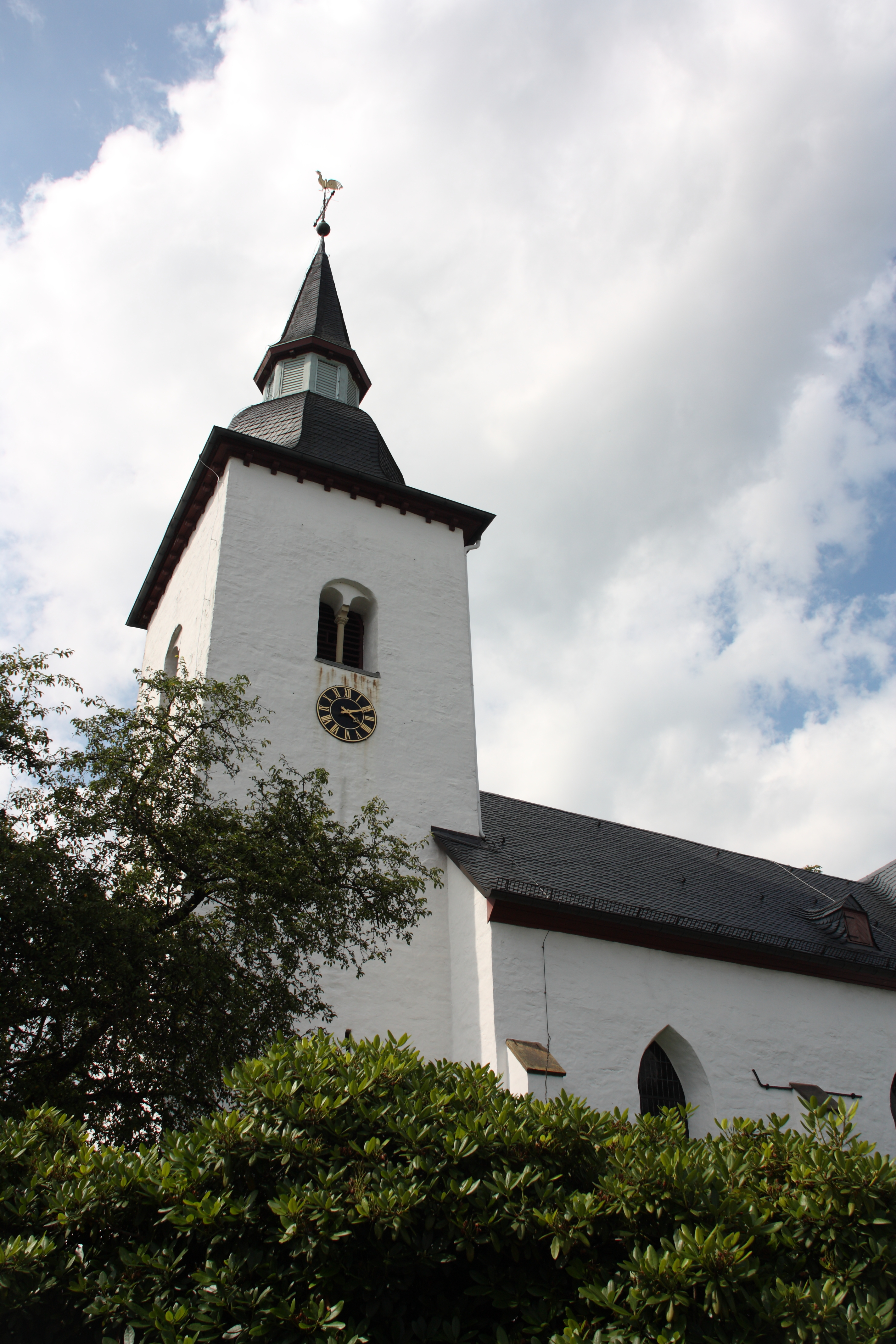
Marienberghausen
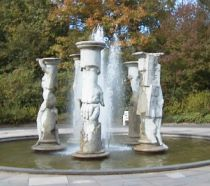
Kút a nümbrechti parkban
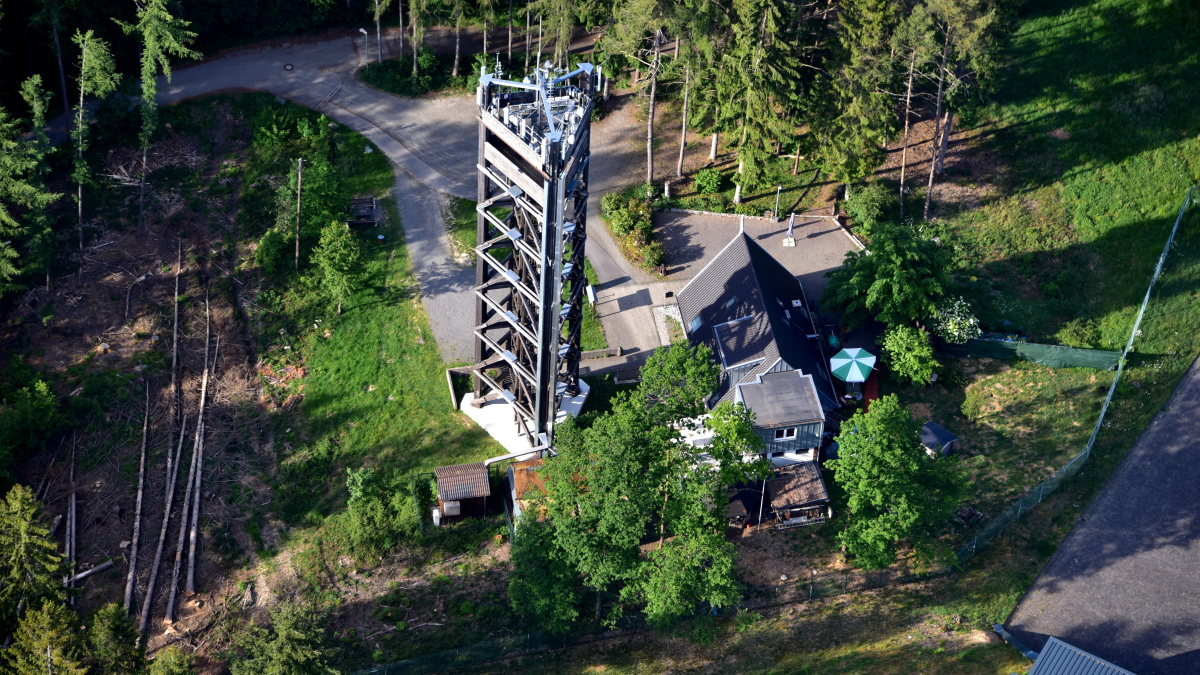
Auf dem Lindchen kilátótorony
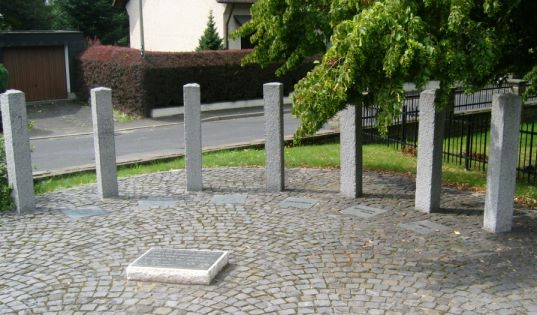
Emlékmű a zsidó temetőben

- Homburg kastély
- Homburg kastély
- Bruch
- Evangélikus templom
- Marienberghausen
- Marienberghausen
- Kút a nümbrechti parkban
- Auf dem Lindchen kilátótorony
- Emlékmű a zsidó temetőben

## Népesség
A település népességének változása:
| Lakosok száma | 10 744 | 16 912 | 16 985 | 17 165 | 17 486 | 17 700 |
|               | 1975   | 2017   | 2019   | 2021   | 2022   | 2023   |